# الآلهة الشريرة
الآلهة الشريرة (باليونانية: δυσθεός) هي الاعتقاد بأن الله أو الذات الإلهية الواحدة ليست خيّرة بشكل تام كما هو شائع في الديانات التوحيدية مثل المسيحية واليهودية ومن الممكن أن تمتلك جانبًا شريرًا يختلف تعريف هذا المصطلح من كاتب لآخر إن موضوع الألوهية موضوع واسع جدًا كما تظهر الآلهة المحتالون الذين وجدوا في أنظمة الإيمان العقائدي، ومن وجهة نظر إله العهد القديم من خلال عدسة غير دينية، غاضبة، انتقامية ومضللة. يعود المفهوم الحديث إلى عقود عديدة.
كتب تشارلز سوينبورن في العصر الفكتوري عن الشاعرة اليونانية القديمة سافو وعشيقتها أنوكتوريا في صور تافهة صريحة تتضمن أكل لحوم البشر والسادية وقد تم استخدام هذا المفهوم بشكل متكرر في الثقافة الشعبية وهو جزء من العديد من التقاليد الدينية في العالم، مثل الآلهة المخادعة إيشو، إله محتال من أساطير أوروبا.

## الخلفية
علي الرغم من أودين لديه هذه الصفات أيضًأ. وتنطوي الزراشتيه علي الايمان بالنضال المستمر بين اله الخير واله الكراهية المدمر، وكلاهما لايعتبر ألهه قادرة، وهو شكل من اشكال الكونيات الثنائية، وذلك اعتمادا علي الوقت والمنطقة، وكانت الألهة أريس مرتبطة بكل أهوال الحرب.
قد يكون اللاهوتيون أنفسهم مؤمنين أو ملحدين، وفي أي حالة منهما، فيما يتعلق بطبيعة إله العقائد الإبراهيمية، سيؤكدون أن الله ليس صالحًا، وربما، على الرغم من أنه ليس بالضرورة أن يكون سيئًا، وخاصة لأولئك الذين لا يرغبون في اتباع هذا الإيمان. على سبيل المثال، في كتاباته المذنبين في أيدي الله الغاضب (1741)، يصف جوناثان إدواردز، وهو مؤمن متدين إلهًا مليئًا بالغضب والازدراء الانتقام، ويبدو مختلفًا عن الإله الآخر الذي يتمتع بقدرة الإقناع. إن غياب مثل هذا النوع من الثراء هو نوع من المعارضة المضادة لفكرة أن مشكلة الشر تشكل أي تحد منطقي كبير للدين.
ويركز الفيلسوف الثوري الشهير ميخائيل باكونين، الذي كتب في الله والدولة، على أنه «إذا كان الله موجودًا حقًا، فسيكون من الضروري إلغاءه». جادل باكونين بأنه، «كمحب غيور لحرية الإنسان، واعتباره الشرط المطلق لكل ما نعجب به ونحترمه في الإنسانية»، فإن «فكرة الله» تشكلت من القمع الميتافيزيقي لفكرة الاختيار البشري. الحجة المذكورة هي انعكاس لعبارة فولتير «إذا لم يكن الله موجودًا، فسيكون من الضروري أن يختلقه الإنسان».
```
كتب المنظر السياسي والناشط 
توماس باين
 بالمثل في 
عصر العقل
، «كلما قرأنا القصص الفاحشة، الفسوق الفاضح، عمليات الإعدام القاسية والتعذيب، الانتقام المتواصل، الذي يتم ملء أكثر من نصف الكتاب المقدس به، سيكون أكثر متسقًا أننا نسميها كلمة شيطان، من كلمة الله». وأضاف: «إنه تاريخ من الأشرار، الذي عمل على إفساد البشر ووحشيتهم، ومن جانبي، أنا أكرهه بإخلاص، حيث أنني أكره كل ما هو قاس». وعلى خلاف باكونين، ومع ذلك، فإن إدانة باين للطبيعة المزعومة الإلهية من وقته لم يمتد إلى الإلحاد والكفر الصريحين في كل روحانيّة، بينين يفيد أنه قَبل الفكرة الإلهية بأنها محرك قوي وراء كل الأشياء.
```

## في الأغاني الشعبية
يعبر المغني والمؤلف الموسيقي الأمريكي البارز راندي نيومان عن وجهة نظر عدوانية في أغنيته "He Gives Us All His Love"، وهي عبارة عن أغنية تعتمد على البيانو مع كلمات متهكمة تصف كيف أن الله خلق عالم معاناة مع «بكاء الأطفال» و «يموت الناس القدامى» ويبتسم في حين لا تفعل شيئا لمساعدة هؤلاء الناس المؤسف. ظهر المسار في كل من ألبومه Sail Away عام 1972 وألبومه 2011.